# Janatella leucodesma
Janatella leucodesma är en fjärilsart som beskrevs av Felder 1861. Janatella leucodesma ingår i släktet Janatella och familjen praktfjärilar. Inga underarter finns listade i Catalogue of Life.